# Chelsea Dungee
Chelsea Ann Dungee (Okmulgee, 11 maggio 1997) è un'ex cestista e allenatrice di pallacanestro statunitense.

## Carriera
È stata selezionata dalle Dallas Wings al Draft WNBA 2021 con la 5ª scelta assoluta.